# Elena Dendeberova
Elena Dendeberova (Unión Soviética, 4 de mayo de 1969) es una nadadora soviética retirada especializada en pruebas de cuatro estilos, donde consiguió ser subcampeona olímpica en 1988 en los 200 metros.

## Carrera deportiva
En los Juegos Olímpicos de Seúl 1988 ganó la medalla de plata en los 200 metros estilos, con un tiempo de 2:13.31 segundos, tras la alemana Daniela Hunger y por delante de la rumana Noemi Lung.
Y en el Campeonato Mundial de Natación de 1986 celebrado en Madrid ganó de nuevo la plata en la misma prueba.
Actualmente trabaja como entrenadora en la Escuela Deportiva Especializada para Niños y Jóvenes “Ekran”  (San Petersburgo). Entre sus alumnos se encuentran numerosos campeones y poseedores de récords mundiales,   europeos y    rusos, incluyendo Miron Lifintsev y Yegor Kórnev.